# Kimža (rijeka)
Kimža (rus. Кимжа) je rijeka u Lešukonskom i Mezenskom rajonu Arhangelske oblasti u Rusiji, lijevi pritok Mezena. Duga je 158 km, s površinom porječja od 1490 km2. Glavni pritok je Tjafsora (desna).
Sliv Kimže obuhvaća pojas izdužen od juga prema sjeveru i smješten između slivova Mezena i Nemnjuge. Izvor Kimže nalazi se u sjeverozapadnom dijelu Lešukonskog okruga, sjeverno od jezera Jamozero i oko 50 km zapadno od sela Lešukonskoje, administrativnog središta okruga. Rijeka teče općenito u smjeru sjevera. Kimža meandrira, tvoreći mnoga jezera. Ušće Kimže nalazi se nekoliko kilometara nizvodno od sela Kimža i otprilike je nasuprot ušća Pjoze, desnog pritoka Mezena.
Riječna dolina nije naseljena osim sela Kimža blizu ušća rijeke. Nekoliko kilometara uzvodno, Kimžu prelazi most, preko kojeg prolazi cesta koja povezuje Arhangelsk i Mezen.

## Vanjske poveznice
|  | Zajednički poslužitelj ima još gradiva o temi Kimža (rijeka) |